# Schafe, Monster und Mäuse
Schafe, Monster und Mäuse je čtrnácté studiové album německé skupiny Element of Crime. Vydáno bylo 5. října roku 2018, a to jak na CD, tak i na dvojité LP desce a zároveň jako digitální download. K dispozici je také speciální edice s texty. První singl z alba „Am ersten Sonntag nach dem Weltuntergang“ byl zveřejněn počátkem srpna 2018.

## Seznam skladeb
1. Am ersten Sonntag nach dem Weltuntergang
2. Schafe, Monster und Mäuse
3. Ein Brot und eine Tüte
4. Bevor ich dich traf
5. Immer noch Liebe in mir
6. Gewitter
7. Die Party am Schlesischen Tor
8. Stein, Schere, Papier
9. Im Prinzenbad allein
10. Karin, Karin
11. Nimm dir, was du willst
12. Wenn es dunkel und kalt wird in Berlin

## Obsazení
Element of Crime
- Sven Regener – zpěv, trubka, kytara, varhany, aranžmá
- David Young – baskytara
- Jakob Ilja – kytara, mandolína, ukulele
- Richard Pappik – bicí, perkuse, harmonika

Ostatní hudebníci
- Ekki Busch – akordeon
- Jef Labes – aranžmá
- Lina Peters – altsaxofon
- Orm Finnendahl – aranžmá
- Zoe Cartier – violoncello
- Rainer Theobald – tenorsaxofon
- Alexandra Regener – zpěv
- Joseph Devalle – housle
- Gabriel Adorján – housle
- Sabrina Briscik – viola
- Sebastian Hoffmann – pozoun

Technická podpora
- Gerd Krüger – mastering, nahrávání
- Roger Moutenot – mixing
- Fabricius Clavée – nahrávání